# Melilla (Montevideo)
Melilla és una zona rural del departament de Montevideo i un barri (barrio) de la seva capital, la ciutat del mateix nom. Es troba al nord-oest del territori, limítrof amb els departaments de San José i Canelones, separat d'aquests pel riu Santa Lucía.
Melilla forma part de l'àrea metropolitana de la capital de l'Uruguai i es caracteritza per la seva vegetació pampeana, els seus cursos fluvials i els assentaments urbans aïllats, generalment ubicats entre petites granges i hectàrees de terra dedicada a l'agricultura i a la ramaderia. Melilla és un punt de trànsit entre la ciutat de Montevideo i la zona oest i nord-oest del país, en trobar-se entremig de la zona urbana i del litoral occidental uruguaià.

## Infraestructura
Les seves carreteres són recorregudes sobretot per viatgers i residents al departament de San José.
El barri es troba unit a Lezica, motiu pel qual de vegades es parla d'aquesta zona de Montevideo com Lezica-Melilla. També compta amb un aeroport propi, l'Aeroport Internacional Ángel S. Adami.

## Agermanaments
- Melilla ( Espanya)[1][2]